# NGC 195
NGC 195 je galaksija u zviježđu Kit.

## Vanjske poveznice
- SEDS: NGC 0195